# Liste der Baudenkmale in Karlshagen
In der Liste der Baudenkmale in Karlshagen sind alle denkmalgeschützten Bauten der Gemeinde Karlshagen (Mecklenburg-Vorpommern) und ihrer Ortsteile aufgelistet. Grundlage ist die Veröffentlichung der Denkmalliste des Landkreises Ostvorpommern mit dem Stand vom 30. Dezember 1996. 

## Legende
In den Spalten befinden sich folgende Informationen:
- ID-Nr: Die Nummer wird von den Denkmalämtern der Landkreise vergeben. Wenn sie nicht bekannt ist, bleibt die Spalte leer. In dieser Spalte kann sich zusätzlich das Wort Wikidata befinden, der entsprechende Link führt zu Angaben zu diesem Denkmal bei Wikidata.
- Lage: die Adresse des Denkmales und die geographischen Koordinaten.
Link zu einem Kartenansichtstool, um Koordinaten zu setzen. In der Kartenansicht sind Denkmale ohne Koordinaten mit einem roten bzw. orangen Marker dargestellt und können in der Karte gesetzt werden. Denkmale ohne Bild sind mit einem blauen bzw. roten Marker gekennzeichnet, Denkmale mit Bild mit einem grünen bzw. orangen Marker.
- Bezeichnung: Bezeichnung, so wie sie in den offiziellen Listen der Denkmalämter steht. Ein Link hinter der Bezeichnung führt zum Wikipedia-Artikel über das Denkmal. Wenn die Bezeichnung der Denkmalämter inhaltlich fehlerhaft ist, ist in der Spalte „Beschreibung“ darauf hinzuweisen.
- Beschreibung: Beschreibung des Denkmales
- Bild: ein Bild des Denkmales und gegebenenfalls einen Link zu weiteren Fotos des Denkmals im Medienarchiv Wikimedia Commons

## Baudenkmale nach Ortsteilen

### Karlshagen
| ID | Lage                   | Bezeichnung | Beschreibung | Bild                                 |
| -- | ---------------------- | --- | --- | ------------------------------------ |
|    | (Karte)                | Gelände der ehem. Heeresversuchsanstalt mit allen zugehörigen Gebäuden und Ruinen, Bahnunterführung mit zwei Zisternen, ehem. VKN-Lager mit Hauptgebäude, Baracken und zentralem Platz | Die ausgedehnten Anlagen der im Dritten Reich bestehenden Heeresversuchsanstalt Peenemünde lagen teilweise auch auf Karlshagener Gebiet. Das VKN-Lager diente als Unterkunft für Soldaten der Wehrmacht, die in der Heeresversuchsanstalt eingesetzt worden waren. Etwa 20 hufeisenförmig gruppierte Baracken sind erhalten geblieben. Das Gelände ist derzeit nicht zugänglich (Stand Oktober 2019). Das Areal liegt direkt nördlich an die Bebauung der Karlshagener Peenestraße angrenzend, jedoch bereits auf dem Gebiet der Gemeinde Peenemünde, ebenso wie die Bahnunterführung des ehemaligen Bahnhofs Karlshagen Siedlung (Lage) der Werkbahn Peenemünde gegenüber der im Zweiten Weltkrieg weitgehenden zerstörten Werkssiedlung Karlshagen. | Weitere Bilder                       |
|    | Hauptstraße 8 (Karte)  | ehem. Landwarenhaus | | ehem. Landwarenhaus                  |
|    | Hauptstraße 36 (Karte) | Amtsverwaltung „An der Peenemündung“ | | Amtsverwaltung „An der Peenemündung“ |
|    | Hauptstraße 37 (Karte) | Kate | | Kate                                 |
|    | Hauptstraße 69 (Karte) | ehem. Logierhaus (Wohnhaus) | |                                      |
|    | (Karte)                | Friedhof und Gedenkstätte für die Opfer des Faschismus und der alliierten Luftangriffe auf Peenemünde und Karlshagen, am Ortseingang                                                   | | Weitere Bilder                       |
|    | Hauptstraße (Karte)    | Kirche | | Weitere Bilder                       |
|    | Hauptstraße            | Kriegerdenkmal, neben der Kirche | | Kriegerdenkmal, neben der Kirche     |
|    | Peenestraße 4 (Karte)  | Forsthaus | | Forsthaus                            |
|    | Peenestraße 36 (Karte) | Scheune | | Scheune                              |

## Quelle
- Bericht über die Erstellung der Denkmallisten sowie über die Verwaltungspraxis bei der Benachrichtigung der Eigentümer und Gemeinden sowie über die Handhabung von Änderungswünschen (Stand: Juni 1997; PDF, 934 kB)